# Ian Horrocks
Ian Robert Horrocks, né le 11 mars 1958 à Liverpool,  est un informaticien britannique, spécialiste de la représentation des connaissances et du raisonnement, en particulier les langages d'ontologie.

## Carrière
Horrocks obtient son Bachelor of Science (baccalauréat ès sciences), son Master of Science (maîtrise ès sciences) (MSc) et son doctorat au département d'informatique de l'université de Manchester. Après plusieurs années en tant que lecteur, lecteur sénior, reader puis professeur à Manchester, Horrocks rejoint l'université d'Oxford en 2008 ; en 2023, il est professeur d'informatique à l'Université d'Oxford et Fellow de l'Oriel College.

## Recherche
Ses recherches portent sur la représentation des connaissances et le raisonnement, en particulier les langages d'ontologie, les logiques de description et les procédures de décision par tableaux optimisés.
Son travail sur le raisonnement fondé sur les techniques de tableaux est à la base de la plupart des raisonneurs utilisés aujourd'hui pour les logiques de description expressives, dont Racer, FaCT++ HermiT,, et Pellet.
Horrocks est coresponsable du développement des langages d'ontologie OIL et DAML+OIL, et il joue un rôle central dans le développement du Web Ontology Language (OWL). Ces langages et les outils associés sont utilisés par le consortium Open Biomedical Ontologies (OBO), le  National Cancer Institute (NCI) en Amérique, l'Organisation des Nations unies pour l'alimentation et l'agriculture (FAO), le World Wide Web Consortium (W3C) et une série de grandes entreprises et d'agences gouvernementales.
Ses recherches sont en partie financées par le Conseil de recherche en génie et en sciences physiques (EPSRC).
En 2017, Horrocks cofonde, avec deux autres professeurs d'Oxford, une  spin-off technologique de l'Université d'Oxford appelée Oxford Semantic Technologies Ltd. dont le but est d'appliquer ses recherches dans l'industrie. Ce faisant, il crée le moteur de raisonnement et de gestion de graphes de connaissances hautes performances, RDFox.
Il est coauteur du livre An Introduction to Description Logic.
Horrocks a été l'un des rédacteurs en chef du Journal of Web Semantics de 2012 à 2022. Avec les autres rédacteurs en chef de l'époque, il a démissionné de son poste à la revue d'Elsevier pour devenir rédacteur en chef de la nouvelle revue Transactions on Graph Data and Knowledge ayant un modèle d' accès libre diamanté. Horrocks a aussi été président du comité de programme de la première édition de l'International Semantic Web Conference (ISWC) en 2002 et président général de celle de 2010 à Shanghai. Il a été président de la Semantics Web Science Association (SWSA).

## Prix et distinctions
En 2020, Horrocks reçoit la Médaille Lovelace « en reconnaissance de sa contribution significative à l'avancement des systèmes de raisonnement ». 
Horrocks est élu membre de la Royal Society (FRS) en 2011 et il obtient le prix Roger Needham de la British Computer Society (BCS) en 2005.